# Ekphonesis
Die Ekphonesis (griech. ἐκφώνησις: „Ausruf“) als rhetorische Figur bezeichnet einen Ausruf in einer Rede. Im Byzantinischen Ritus ist die Ekphonesis ein Abschnitt der Doxologie, der mit erhöhter Stimme rezitiert wird. Für die Musik dieser Ekphonesis gibt es ein besonderes Notationssystem.
In der westlichen Musik entspricht die Ekphonesis der Exclamatio, einer Figur aus der barocken musikalischen Figurenlehre, die symbolisch für einen Ausruf steht. Sie kennzeichnet sich durch einen großen Intervallsprung (fast immer eine Sexte).